# 蟹江敬三
蟹江 敬三（かにえ けいぞう、1944年〈昭和19年〉10月28日 - 2014年〈平成26年〉3月30日）は、日本の俳優、ナレーター。本名同じ。
東京都江戸川区小松川出身。東京都立新宿高等学校卒業。オフィステブ を経て、最終所属はS&A企画。
身長172cm、血液型A型。長女は栗田桃子、長男は蟹江一平。
趣味はギター、ゴルフ。特技は殺陣。

## 来歴
東京都立新宿高等学校に在校中、偶然に舞台に立った際の解放感をきっかけに俳優の道を志す。元々は引っ込み思案だったという。卒業後、1964年の19歳の頃に劇団青俳に研究生として入団したが、その後演出家蜷川幸雄らと、青俳を脱退した岡田英次らが立ち上げた「現代人劇場」へ移籍（1968年 - 1971年）。上演第一作目『真情あふるる軽薄さ』(1969年)の演技で、徐々に役者として名が知られ始める。その後蜷川や石橋蓮司らと「櫻社」（1972年 - 1974年）を旗揚げする。
1970年代は演劇活動の一方、映画やテレビの時代劇・刑事ドラマにも数多く出演し、猟奇的でエキセントリックな悪役としての出演が多かった。その野性的な魅力は、日活ロマンポルノにおいて「強姦の美学」とまで讃えられた。役柄の影響もあって、1980年代前半に当時小学生であった息子である一平がいじめを受けたこともあった。
『熱中時代』（第2シリーズ）以降、それまでの役柄から善人役への転身に成功、個性派俳優としてのポジションを確立し、日本人俳優屈指のバイプレーヤーと称されるようになった。活動後期には悪役を演じることはほとんどなく、ベテラン刑事や気のいいオヤジの役、主人公のよき理解者となる役を演じることが多かった。2002年からは『ガイアの夜明け』のナレーションを担当した。
2013年12月末に末期の胃癌との診断を受け、2014年1月から体調を崩して入退院を繰り返した。2月から仕事に復帰したが、3月17日に生前最期の仕事となった『ガイアの夜明け』のナレーション収録後、3月19日に容体が急変して入院。3月30日午前8時27分に東京都新宿区の病院で逝去。69歳没。
蟹江の訃報を受けて、テレビ東京は『ガイアの夜明け』オフィシャルサイトにて追悼メッセージを掲載し、中村吉右衛門、松下由樹、能年玲奈 など故人とゆかりがあった人物が追悼の辞を発表した。
テレビドラマの遺作は2014年4月5日に放送された『おとり捜査官・北見志穂18』（テレビ朝日、2013年12月収録）で、放送の際には番組冒頭及びエンディング場面の2回、追悼のテロップが流された。『ガイアの夜明け』にてナレーターを務めたのは2014年3月18日放送分が最後となった。また、追悼番組としてTBSテレビは予定を変更して4月14日の月曜ゴールデン枠にて『世直し公務員ザ・公証人11』を放映し、NHK総合では4月18日深夜に『ひたむきな役者人生〜蟹江敬三さんをしのぶ〜』をそれぞれ放送した。
2014年5月13日、東京都の青山葬儀所でお別れの会が行われ、生前親しかった石橋蓮司、名取裕子ら約700人が参列した。

## 人物
本人は生前、「子供の頃からおとなし過ぎて人前に出ていくことが全然できなかった。そのコンプレックスは今でもある」と語ったことがある。また役者業について、「大人しい性格だったので芝居という独特の世界に惹かれ、特に悪役や犯人役に憧れたんです。社会から逸脱した、自分とは全く違う人生を芝居の世界で体験してみたかった」とも言っていた。
基本的に社交的なタイプではなく、撮影現場以外でスタッフや共演者と交流することはあまりなかった。『十九歳の地図』など3作品で共演した映画監督の柳町光男はプライベートで交流があった数少ない一人で、蟹江が自宅に招くこともあった。
劇団青俳の一年後輩にあたる石橋蓮司とは、現代人劇場や櫻社でも演劇活動を共にし、1972年の舞台『ぼくらが非情の大河をくだる時』では兄弟役を演じた。当時について石橋は以下のように回想している。「普段の蟹江はとにかく寡黙で、自己主張をほとんどしなかった。しかし彼は日常で感じた不満や喜びなどを演技を通じて自己表現し、彼の芝居は見る人の共感を得ていました」。
柳町監督は、蟹江について以下のように語っている。「有名俳優でしたがサラリーマンのような生活を送っていました。普段は比類のない無口な人でしたが、撮影時は演技の幅広さに驚かされました」。

## 出演作品

### テレビドラマ

#### レギュラー
NHK
- 大河ドラマ
  - 勝海舟（1974年） - 田辺
  - 元禄太平記 （1975年） - 生駒十三
  - 風と雲と虹と（1976年） - 平良正
  - 草燃える（1979年） - 尊長
  - 春の波涛（1985年） - 幸徳秋水
  - 翔ぶが如く（1990年） - 大山綱良
  - 炎立つ（1993年 - 1994年） - 吉彦秀武
  - 葵 徳川三代（2000年） - 福島正則
  - 龍馬伝（2010年） - 岩崎弥次郎
- 連続テレビ小説
  - 君の名は（1991年 - 1992年）
  - あまちゃん（2013年） - 天野忠兵衛
- 少年ドラマシリーズ / 幕末未来人（1977年） - 樫岡
- 銀河テレビ小説
  - 新・青春戯画集（1984年）- 和倉稲城
  - まんだら屋の良太（1986年） - お役者清司
  - まんが道（1986年） - 虎口部長
  - まんが道・青春編（1987年） - 虎口部長
- 水曜ドラマ マダム・りん子の事件帖（1991年） - 薬袋猪佐吾
- 金曜時代劇→木曜時代劇→土曜時代劇
  - 天晴れ夜十郎（1996年 - 1997年） - 波風達之介
  - お登勢（2001年） - 石毛弥一郎
  - 風の果て（2007年） - 桑山孫助
  - 浪花の華〜緒方洪庵事件帳〜（2009年） - 中天游
- ドラマ新銀河
  - 元気をあげる〜救命救急医物語（1996年） - 井崎邦男
  - ママだって夏休み（1997年） - 佐藤春男
- 水曜シリーズドラマ / 噂の伝次郎（1997年） - 中島洋介
- 土曜ドラマ / トップセールス（2008年） - 岡野英二
- ドラマ8 / 乙女のパンチ（2008年） - 森田正弘
- ドラマ10 / 胡桃の部屋（2011年） - 三田村忠
- 福岡発地域ドラマ / 苦くて、甘い〜希望の茶（2013年） - 池本敬一郎
- 下町ボブスレー（2014年） - 矢島孝一

日本テレビ
- ひまわりの道（1971年 - 1972年）
- 熱中時代 先生編 第2シリーズ（1980年 - 1981年） - 佐藤忠信
- 土曜グランド劇場
  - キッド（1981年 - 1982年）
  - 新・熱中時代宣言（1986年） - 島岡先生
  - 銀狼怪奇ファイル（1996年） - 小早川順三郎
- 火曜サスペンス劇場
  - わが町（1992年 - 1998年） - 鳴海成巳
  - 事件記者・三上雄太（2004年 - 2005年） - 日高康作
- 水曜ドラマ / 天使が消えた街（2000年） - 高野敦

TBS
- ポーラテレビ小説 / 愛子（1973年 - 1974年） - 春吉
- 東芝日曜劇場
  - うちのホンカン（1975年 - 1981年、北海道放送）
  - いつかライオンの夢を（1992年、毎日放送）
  - 昨日の敵は今日も敵（1995年） - 神崎秀夫
- 野々村病院物語（1981年） - 事務長・須崎八一
- 野々村病院物語II（1982年 - 1983年） - 外科医・鈴籏努
- ソープ嬢モモ子シリーズ（1982年 - 1997年） - 小野刑事
- 月曜ドラマスペシャル→月曜ミステリー劇場→月曜ゴールデン
  - 早乙女千春の添乗報告書（1995年 - 2005年） - 須藤正次
  - 世直し公務員ザ・公証人 第1作 - 第11作（2002年 - 2014年） - 天野正直
- リスキー・ゲーム（1996年） - 佐久間昇
- Sweet Season（1998年） - 藤谷真也
- ひとりぼっちの君に（1998年） - 栗林重三
- 木曜ドラマ9 / 最高の人生の終り方〜エンディングプランナー〜（2012年） - 井原浩太郎

フジテレビ
- 北の国から 第11話（1981年 - 1982年） - 刑事
- 影の軍団III（1982年） - 竹林虎麻呂
- 青い瞳の聖ライフ（1984年 - 1985年）
- スケバン刑事II 少女鉄仮面伝説（1985年 - 1986年） - 西脇
- ヤヌスの鏡（1985年 - 1986年） - 進東修一
- アナウンサーぷっつん物語（1987年） - 遠山昭一郎
- 藤子不二雄の夢カメラ（1988年） - 美奈代の父
- 鬼平犯科帳（1989年 - 2013年） - 小房の粂八
- いつか誰かと朝帰りッ（1990年） - 山ノ内優
- 水曜劇場 / 沙粧妙子-最後の事件-（1995年） - 高坂警部
- 金曜エンタテイメント / 阿部一族（1995年） - 阿部権兵衛
- 将太の寿司（1996年） - 藤田政二
- 編集王（2000年） - 疎井編集長
- ドラマチック・サンデー / ビューティフルレイン（2012年） - 中村富美夫

テレビ朝日
- 妻たちの熱い午後（1984年、テレビ朝日） - 野田勝利
- どうぶつ通り夢ランド（1986年9月 - 1987年3月） - 納田健吉
- さすらい刑事旅情編II - VII（1989年 - 1995年） - 山崎五郎
- 月曜ドラマ・イン / ふたり〜Wherever You Are〜（1997年） - 北尾雄一
- 京都地検の女（2003年 - 2012年） - 高原純之介
- 土曜ワイド劇場 / おとり捜査官・北見志穂 第1作 - 第18作（1998年 - 2014年） - 袴田俊郎

テレビ東京
- 別れたら好きな人（1999年1月 - 3月） - 小泉湧泉
- それぞれの断崖（2000年4月 - 6月） - 志方勇介
- 女と愛とミステリー→水曜ミステリー9 / 事件記者 浦上伸介（2001年 - 2008年） - 細波

#### ゲスト、単発
NHK
- 赤ひげ 第48話「別れ」（1973年）
- ふりむくな鶴吉 第25話「珊瑚玉の女」（1975年） - 銀太
- うわさの委員会（1975年11月30日）
- 御宿かわせみ 第2シリーズ 第12話「迷子石」（1983年） - 左吉
- 腕におぼえあり 第2シリーズ 第13話「黒幕の死」（1992年） - 谷口権七郎
- まばたきの海に 美少女葵・心の旅（1994年） - 海野稔 役
- 月曜ドラマシリーズ / 風子のラーメン 第2話「涙の味」（2003年） - 大竹弘

日本テレビ
- 怪奇十三夜 第12話「妖怪血染めの櫛」（1971年）
- 子連れ狼 第2部 第13話「赤猫まねき」（1974年） - 利助
- 傷だらけの天使 第7話「自動車泥棒にラブソングを」（1974年） - 殺し屋
- 太陽にほえろ!
  - 第128話「夢見る人形たち」（1974年） - 沢本和雄（「カスペル」リーダー）
  - 第201話「にわか雨」（1976年） - 迫田茂
  - 第255話「本日多忙」（1977年） - 猟銃乱射の男
  - 第329話「タイムリミット」（1978年） - 吉川大助
  - 第354話「交番爆破」（1979年） - 町田洋輔
- 伝七捕物帳
  - 第69話「明暗二筋道」（1975年） - 竹松
  - 第92話「涙にかくす親ごころ」（1975年） - 三次
  - 第131話「かりそめの愛のかたみ」（1976年） - 喜助
  - 第148話「実る情けの職人気質」（1977年） - 飾り職人・竜次
- はぐれ刑事 第2話「逃避行」（1975年） - 大田
- 俺たちの勲章 第18話「狂乱のロック」（1975年） - 黒木
- 大都会シリーズ
  - 大都会 闘いの日々 第5話「めぐり逢い」（1976年） - 小野田正
  - 大都会 PARTII
    - 第31話「殺人計画No.4」（1977年） - 河合正明
    - 第49話「逃亡の果て」（1978年） - 北山

  - 大都会 PARTIII 第44話「テロルの仮面」（1979年） - 恩田三郎
- いろはの"い" 第29話「鉄砲玉の唄」（1977年） - 岡村弘
- 新五捕物帳
  - 第39話「ど根性親子」（1978年）
  - 第46話「花咲く愛の親心」（1978年）
  - 第83話「愛の絆の嫁と姑」（1979年）
- 大追跡（1978年）
  - 第17話「殺し屋」 - 石田
  - 第24話「爆殺魔」 - 山根
- 西遊記 第22話「快楽の館・悟浄自骨の恋」（1978年） - 広良
- 桃太郎侍（1979年）
  - 第124話「日本一の暴れ熊」- 蝮の辰三
  - 第156話「からくり悪党番付」- 猿橋の蟹蔵
- 俺たちは天使だ! 第19話「運が悪けりゃターゲット」（1979年） - 平島
- 熱中時代 刑事編 第18話「誘拐された娘たち」（1979年） - 草津
- 木曜ゴールデンドラマ / 誘拐（1980年）
- サントリードラマスペシャル / 幕末青春グラフィティ 坂本竜馬（1982年） - 山県狂介
- あんちゃん 第13話「銀行強盗がやって来たア」（1983年） - 大町
- 西武スペシャル / 波の盆（1983年）
- 事件記者チャボ! 第5話「チャボが愛した狼少年‥」（1983年） - 高沢一郎
- 誇りの報酬 第2話「命があったら総監賞」（1985年） - 西多摩署刑事
- 水曜グランドロマン / ぼくの病気、ガンなの（1989年） - 安田医師
- 火曜サスペンス劇場
  - 殺意の団欒（1990年）
  - 北の警察署長（1998年） - 主演・辺見林太郎（警察署長）

TBS
- 泣いてたまるか 第27話「兄と妹」（1967年）
- ザ・ガードマン
  - 第273話「怪談・ミイラ墓の幽霊」    (1970年)
  - 第288話「女子高生スキャンダル殺人」（1970年）
  - 第298話「大人を恨みます! 17才の心中」（1970年）
  - 第330話「スリラー! ミイラ墓の女」（1971年）
- シークレット部隊 第20話「暑い夜! 教師と生徒の狂った戦い」（1972年）
- ウルトラシリーズ
  - ウルトラマンA 第16話「夏の怪奇シリーズ 怪談・牛神男」（1972年） - 高井（牛神男）
  - ウルトラマンレオ 第50話「恐怖の円盤生物シリーズ! レオの命よ! キングの奇跡!」（1975年） - 星人ブニョ（人間態）
- 赤い迷路 第1話「突然に」（1974年10月4日、大映テレビ）[17]
- 夜明けの刑事
  - 第1話「女の悲鳴」（1974年）
  - 第13話「サンタの乗っ取ったバス」（1974年）
  - 第46話「行先のない救急車!!」（1975年）　- 今野和夫
  - 第73話「ハンサム歌手の赤い殺意!!」（1976年） - 辻井
  - 第81話「横須賀ストーリー殺人事件」（1976年）
  - 第104話「やりますわョ!男と女の大追跡」（1977年）
- Gメン'75
  - 第13話「バスストップ」（1975年） - 遊佐（「黒い牙」メンバー）
  - 第26話「冬のヨット・ハーバーの殺人」（1975年） - 北島東一郎
  - 第89話「警視庁拳銃盗難事件」（1977年）
  - 第110話「警視庁宮ノ森交番のトリック」（1977年） - 海老沢ヒロシ
  - 第136話「X'マスイブ21時のトリック」（1977年） - 柴田保
  - 第146話「マドリッド闘牛場の殺し屋」、第147話「パリ行きスペイン特急」（1978年） - 宮内ヒデオ
  - 第170話「結婚サギ常習犯」（1978年） - 森戸
  - 第189話「危機一髪! お年玉爆弾カメラ」（1979年） - 柴田
  - 第218話「梟の森みな殺しの夜」（1979年） - 徳永清一
  - 第232話「幽霊殺人」（1979年） - 関東連合チンピラ
  - 第248話「警察の中に出た幽霊」（1980年） - 赤間虎男
  - 第269話「少年とギャングの自転車レース」（1980年） - 岩館
  - 第276話「夜囁く女の骸骨」（1980年） - 望月源治（以降同役で単発出演）
  - 第285話「満月の夜女の血を吸う男」（1980年）
  - 第290話「X'masカードの中の人骨」（1980年）
  - 第296話「雪の夜に悪魔が生んだ赤ん坊」（1981年）
  - 第302話「露天風呂に浮かんだ白い死体」（1981年）
  - 第351話「幽霊の指紋」（1982年） - 柿崎源造（望月源治の双子の弟）
- 光る崖（1977年）
- ソープ嬢モモ子シリーズ1 - 5、8（1982年 - 1997年）
- さよならを教えて（1983年）
- 花田春吉なんでもやります 第8話「野球部スキャンダル」（1985年） - 町田
- 好色一代男 世之介の愛して愛して物語（1986年）
- 時代劇スペシャル / 鳴門秘帖（1990年） - 阿波の殿様
- 月曜ドラマスペシャル→月曜ミステリー劇場
  - 松本清張作家活動40年記念・西郷札（1991年） - 杉山卓二
  - 松本清張一周忌特別企画・或る「小倉日記」伝（1993年） - 白川慶一郎
  - 探偵 左文字進 第4作「殺人ツアーにようこそ」（2001年） - 岩淵徹
  - 松本清張没後10年特別企画・死んだ馬（2002年） - 樋渡忠造
- JTドラマBOX / 泣きたい夜もある 第16話「出発（たびだち）」（1993年）
- 元旦特別企画・松本清張原作「天城越え」（1998年） - 田島刑事
- ブラック・ジャック カルテIII（2001年） - 明石誠一郎
- ヤンキー母校に帰る〜旅立ちの時 不良少年の夢（2005年3月27日） - 高橋仁一
- ナショナル劇場 / 浅草ふくまる旅館（2007年） - 岡本忠泰
- 日曜劇場
  - 猟奇的な彼女9回戦（2008年）
  - 獣医ドリトル 第2話「命を預かる覚悟」（2010年） - 樋口肇
- 塀の中の中学校（2010年10月11日）
- パナソニック ドラマシアター / 浪花少年探偵団 第4話「しのぶセンセと密室殺人」（2012年） - 西丸仙兵衛

フジテレビ
- 三匹の侍 第5シリーズ 第22話「燃える」（1968年） - 河野
- 木枯し紋次郎
  - 第1部 第7話「六地蔵の影を斬る」（1972年） - 中宿の利助
  - 第2部 第19話「冥土の花嫁を討て」（1973年） - 小平役太
- 特捜記者 犯罪を追え 第18話「ないしょのマーチ」（1974年）
- 座頭市物語 第12話「やわ肌仁義」（1974年） - 猪吉
- 新宿警察 第17話「新宿哀歌」（1975年） - 荒木
- 痛快!河内山宗俊 第20話「おれとあいつの忘れがたみ」（1976年）
- 刑事物語・星空に撃て! 第8話「恐怖の山荘」（1976年）
- コードナンバー108 7人のリブ 第11話「マフィアの墓場」（1976年） - 水垣
- 新・座頭市
  - 第1シリーズ（1977年）
    - 第16話「駆込み道中ふたり旅」 - 仙次
    - 第28話「上州わらべ唄」 - 丑松

  - 第2シリーズ（1978年）
    - 第5話「歌声が市を斬った」 - 留吉
    - 第15話「女の鈴が哭いた」 - 寅吉

  - 第3シリーズ（1979年）
    - 第12話「虹のかけ橋」 - 笹子の又七
    - 第17話「この子誰の子」 - 捨吉
- 華麗なる刑事 第29話「女豹撃つ!」（1977年） - 黒沢
- 銭形平次
  - 第624話「死の淵に立つ平次」（1978年） - 弥七
  - 第694話「狙われた八五郎」（1979年） - 辰蔵
  - 第881話「裏切者は二度死ぬ」（1984年） - 定吉
- 江戸の渦潮 第7話「強く咲け! 花一輪」（1978年）
- 大空港
  - 第7話「暗号名 ジャッカルを追え!」（1978年） - 荒井光雄
  - 第55話「永遠の青春・西條刑事の最期!」（1979年） - 奥山
- 下町のおんな 風子（1978年）
- 江戸の激斗（1979年）
  - 第8話「宿場の対決」 - 半次
  - 第19話「囮・危険な取引き」 - 粂蔵
- 新・江戸の旋風 第17話「男の掟・女の命」（1980年） - 猪吉
- 影の軍団シリーズ
  - 服部半蔵 影の軍団 第17話「生きていた闇将軍」（1980年） - 次郎
  - 影の軍団II 第9話「呪われた抱擁」（1981年） - 北町与力 能勢甚四郎
- 時代劇スペシャル「ザ・ヤジキタ」（1982年3月12日） - 千造
- 大奥 第18話「女の髪は象をもつなぐ」（1983年） - 小谷権太郎
- 弐十手物語 第8話「雨蛙が愛した女」（1984年）
- 流れ星佐吉 第16話「一服盛って大掃除」（1984年）
- 直木賞作家サスペンス「魅惑されて」（1990年）
- 裸の大将 第45話「清の「カラスなぜ啼くの…」」（1990年） - 実
- 世にも奇妙な物語 「人格改造ドリンク」（1991年） - 野田篤
- 葡萄が目にしみる（1991年） - 岡崎市蔵
- 金曜ドラマシアター→金曜エンタテイメント→金曜プレステージ→赤と黒のゲキジョー
  - D坂殺人事件 名探偵明智小五郎誕生 名探偵明智が挑む猟奇殺人の謎!!闇に浮かぶ白い肌…（1992年）
  - 松本清張の異変街道（1993年） - 薬研堀の常吉
  - おばさんデカ 桜乙女の事件帖 - 大川信介
    - 第8作「超人気主婦刑事の名推理が密室殺人の謎を解く」（2000年）
    - 第15作「ファイナル 絶体絶命・銃弾に倒れ乙女殉職か」（2007年）

  - いじわるばあさん（2009年） - 中村哲夫
  - おばさん弁護士 町田珠子（2015年1月） - 石橋大介
- サザエさん パート6（1996年）
- 剣客商売
  - 第2シリーズ 第10話「雨の鈴鹿川」（2000年） - 井上八郎
  - スペシャルドラマ「助太刀」（2004年） - 酒井善蔵
- 東京タワー 〜オカンとボクと、時々、オトン〜（2006年） - 中川弘治
- ガリレオΦ（2008年） - 友永幸正

テレビ朝日（NETテレビ）
- 鉄道公安36号 第129話「見知らぬ顔」（1965年）
- 特別機動捜査隊
  - 第318話「怪奇の家」（1967年） - 直助
  - 第433話「全員救出せよ」（1970年） - 増田
  - 第488話「青い残酷」（1971年） - 井川
  - 第520話「幻の召集令状」（1971年） - 元太郎
- 荒野の用心棒 第35話「赤い殺意は死の谷に燃えて…」（1973年） - 笠間の伊太郎
- 新書太閤記（1973年） - 加藤虎之助（清正）
- 右門捕物帖 第17話「囮」（1974年）
- 燃える捜査網 第1話「女子中学生投身自殺」（1975年）
- 必殺仕置屋稼業 第22話「一筆啓上狂言が見えた」（1975年、ABC / 松竹） - 浅吉
- 鬼平犯科帳 第21話「盗賊人相書」（1975年）
- 人魚亭異聞 無法街の素浪人 第16話「硝煙の市街戦」1976年） - 小松亮三郎
- 特捜最前線
  - 第39話「密告・コーヒージャック!」（1977年）
  - 第103話「帰ってきたスキャンダル刑事! I」、第104話「帰ってきたスキャンダル刑事! II」（1979年） - 吉岡
  - 第380話「老刑事・対決の72時間!」1984年） - 北山ヒロシ
  - 第459話「挑戦・この七人の中に犯人は居る!」（1986年） - 西岡良介（警視庁四課刑事）（以降同役で単発出演）
  - 第460話「挑戦II・窓際警視に捧げる挽歌!」（1986年）
  - 第499話「退職刑事船村・鬼」（1987年）
  - 第500話「退職刑事船村II・仏」（1987年）
  - 第508話「神代警視正・愛と希望の十字架」（1987年）
- 破れ奉行 第20話「幕府海軍異状あり」（1977年） - 伝助
- 吉宗評判記 暴れん坊将軍
  - 第45話「寿限無寿限無のニセ小判」（1978年） - 鶴吉
  - 第73話「富士の白雪に燃えた男」（1979年） - 仙吉
- 達磨大助事件帳 第20話「蜆が食った鉄砲玉」（1978年） - 滝沢一心
- 新幹線公安官 第2シリーズ 第13話「あなたは狙われている!」（1978年） - 戸川
- 破れ新九郎 第14話「罠! 死美人はしっていた…」（1978年） - 鶴吉
- 遠山の金さん 第2シリーズ（1979年）
  - 第2話「黄金鳥の謎をとけ」 - 松太郎
  - 第19話「桜吹雪に散る涙」 - 清吉
- 鉄道公安官（1979年）
  - 第12話「もりおか4号・消えた花嫁」 - 木島
  - 第23話「特急貨物便・強奪」 - 江田忠男
- 江戸の牙 第5話「悲壮 命買います」（1979年） - 仙次
- 爆走! ドーベルマン刑事 第7話「殺し屋見習いと黒バイ部隊!」（1980年） - 梶木
- 鬼平犯科帳
  - 第1シリーズ 第1話「本所・桜屋敷」（1980年） - 牛五郎
  - 第2シリーズ 第6話「笹屋のお熊」（1981年） - 荒尾の庄八
- 警視庁殺人課 第9話「白い恐怖バラキ」（1981年）
- 土曜ワイド劇場
  - 江戸川乱歩の美女シリーズ 第16作「白い乳房の美女 江戸川乱歩の『地獄の道化師』」（1981年） - 綿貫創人
  - 探偵・神津恭介の殺人推理 第3作「魔笛に魅せられた女」（1985年） - 松下英一郎
  - 松本清張スペシャル・状況曲線（1994年） - 矢田部刑事
  - 西村京太郎トラベルミステリー 第60作「秩父SL・3月23日の証言〜大逆転法廷!!」（2013年7月） - 梅木浩三
- ゴールデンワイド劇場 / 終りに見た街（1982年）
- 柳生十兵衛あばれ旅 第3話「蝶と女と風車」（1982年） - 吉五郎
- 源九郎旅日記 葵の暴れん坊 第31話「すっぽん夫婦ながれ唄」（1982年） - 半助
- 私鉄沿線97分署 第18話「あんたが悪い!? モテモテマン!!」1985年） - ヤシロ
- ベイシティ刑事 第19話「復讐…」1988年） - 植草
- 相棒
  - season1 第7話（2002年） - 三好倫太郎
  - season6 第14話（2008年） - 三好倫太郎
- 家政婦は見た! 第23話「正義派弁護士おしどり夫婦に衝撃の秘密が」（2004年）
- HTBスペシャルドラマ うみのほたる（2005年、北海道テレビ） - 水野辰雄
- 信長の棺（2006年） - 大村由己
- いのちのいろえんぴつ（2008年3月） - 山村直彦

テレビ東京（東京12チャンネル）
- プレイガールシリーズ
  - プレイガール
    - 第120話「怪談 般若ヶ淵の妖鬼」（1971年） - 七郎
    - 第144話「裏切り者は骨まで砕け」（1972年） - 横井繁
    - 第160話「狂気の来訪者」（1972年） - 塚田
    - 第178話「怪談 情炎幽鬼の館」（1972年） - 武彦

  - プレイガールQ  (1975年)
    - 第34話「恐怖のタレント失踪事件」 - 大谷
    - 第40話「暴力刑事罷り通る」  - 北見
    - 第46話「スリラー・真夜中の脅迫者」 -
- 大江戸捜査網
  - 第146話「渡る世間に鬼がいた」（1974年） - 勘太
  - 第285話「夜桜は死の誘い」（1977年） - 仁蔵
  - 第402話「獄門台に招く幻の美女」（1979年） - 佐伯
  - 第423話「黒い傷痕に泣く女」（1979年） - 作次
- 新・木枯し紋次郎 第16話「二度と拝めぬ三日月」（1977年） - 喜助 / 国定忠治の子分・鹿安
- ザ・スーパーガール 第32話「告白・女子大生 衝撃のエロス」（1979年） - 三浦大五郎
- ドラマ女の手記「温泉仲居物語・湯煙り湯の街女の涙」（1986年）
- 新春ワイド時代劇
  - 徳川武芸帳 柳生三代の剣（1993年） - 徳川秀忠
  - 忠臣蔵〜決断の時（2003年） - 加古川本蔵
- 闇の狩人（1994年） - 雲津の弥平次
- 女と愛とミステリー 事件記者 浦上伸介（2001 - 2008年） - 細波勲
- 水曜シアター9「懸賞金〜目撃証言に三千万円を賭けた女〜」 （2010年3月3日、テレビ東京） ‐ 佐々木(刑事)
- 水曜ミステリー9 葬儀屋松子の事件簿2（2013年） - 神崎徹郎

WOWOW（ゲスト）
- 朝食亭（2009年） - 朝倉辰雄 役

### 映画
- あゝ同期の桜（1967年、東映） - 不破少尉
- 遊び（1971年、大映） - 兄貴
- あらかじめ失われた恋人たちよ（1971年、ATG） - ニセ自警団の男
- 顔役（1971年、大映）- 沢本
- やさしいにっぽん人（1971年、東プロダクション） - シゲ
- 御用牙（1972年、東宝） - マムシ
- 座頭市御用旅（1972年、東宝＝勝プロダクション） - 志波
- 日本妖怪伝サトリ（1973年、青林舎） - ガードマン
- さいはての情事（1973年、日活） - 邦夫（次郎）
- 御用牙 かみそり半蔵地獄責め（1973年、東宝） - マムシ
- 赤線玉の井 ぬけられます（1974年、日活） - 志波 役
- ムツゴロウの結婚記（1974年、松竹） - 根岸
- 吾輩は猫である（1975年、東宝） - 巡査
- あにいもうと（1976年、東宝） - 木藤
- 安藤昇のわが逃亡とSEXの記録（1976年、東映） - 船橋一也
- 花芯の刺青 熟れた壺（1976年、日活） - 彫師・辰
- 撃たれる前に撃て!（1976年、松竹） - 曽根源三
- 犯す!（1976年、日活） - 男
- 横須賀男狩り 少女・悦楽（1977年、日活） - ミッキー徳田
- 女教師（1977年、日活） - 小林悟
- 聖母観音大菩薩（1977年、ATG） - 青年
- 鬼畜（1978年、松竹） - 阿久津
- 天使を誘惑（1979年、東宝） - 佐野正男
- 十九歳の地図（1979年、プロダクション群狼） - 紺野
- もっとしなやかに もっとしたたかに（1979年、にっかつ） - 田口賢治
- 天使のはらわた 赤い教室（1979年、日活） - 村木哲郎
- 配達されない三通の手紙（1979年、松竹） - 吉川警部
- 翔べイカロスの翼（1980年、映画センター） - 照子の情夫
- 影の軍団 服部半蔵（1980年、東映） - 一飛
- わるいやつら（1980年、松竹） - 検察官
- 震える舌（1980年、松竹） - 山岸
- 土佐の一本釣り（1980年、松竹） - 三番口・勝
- 遥かなる走路（1980年、松竹） - 山口昇
- ヨコハマBJブルース（1981年、東映） - 蟻鉄雄
- 遠雷（1981年、ATG） - カエデの亭主
- 泥の河（1981年、木村プロダクション） - 巡査
- 野獣刑事（1982年、東映） - 暴力団幹部
- さらば愛しき大地（1982年、プロダクション群狼） - 大尽
- 蒲田行進曲（1982年、松竹） - 監督
- 伊賀野カバ丸（1983年、東映） - 中尾
- 探偵物語（1983年、東映） - 高峰刑事
- 人生劇場（1983年、東映） - 丘部小次郎
- 伽椰子のために（1984年、エキプド・シネマ） - 水道管工事の男
- 夕ぐれ族（1984年、日活） - 大窪保彦
- すかんぴんウォーク（1984年、東宝） - 白木隆介
- 二代目はクリスチャン（1985年、東宝＝角川春樹事務所） - 磯村
- 火まつり（1985年、シネセゾン） - ブローカー
- 恋する女たち（1986年、東宝） - 志摩汀子の父
- 旅路 村でいちばんの首吊りの木（1986年、東宝） - 深見
- 犬死にせしもの（1986年、松竹） - 火つけ柴
- 火宅の人（1986年、東映） - 主任
- 必殺4 恨みはらします（1987年、松竹） - 久蔵
- 親鸞 白い道（1987年、松竹） - 佐竹義繁
- スケバン刑事（1987年、東映） - 西脇
- 妖女の時代（1988年、東宝） - 宮沢義助
- 華の乱（1988年、東映） - 島村抱月
- 童謡物語（1988年、松竹） - 鶴田忠男
- メロドラマ（1988年、シネ・ロッポニカ） - 梶山祐三
- 文学賞殺人事件 大いなる助走（1989年、東映） - 保又一雄
- 座頭市（1989年、松竹） - 仁
- せんせい（1989年、松竹） - 太郎の父
- 花物語（1989年、大映） - 枝原五十次
- ぼくと、ぼくらの夏（1990年、東映クラシックフィルム） - 戸川刑事
- われに撃つ用意あり（1990年、松竹・若松プロダクション） - 軍司浚平
- リメインズ 美しき勇者たち（1990年、松竹・サニー千葉エンタープライズ・JTB・京都映画） - よろず屋
- 狙撃2 THE SHOOTIST（1990年、東映ビデオ） - 野口伸宏
- ご挨拶 第1話「イロイロ、ありまして」（1991年） - 米倉正義
- ゴースト刑事（1992年） - 主演・黒田刑事
- 忠臣蔵外伝 四谷怪談（1994年、松竹） - 清水一学
- 藏（1995年、東映） - 平山晋
- 鬼平犯科帳 劇場版（1995年、松竹） - 小房の粂八
- 眠る男（1996年、SPACE） - 洋品店の男
- 卓球温泉（1998年、大映） - 夫
- いちげんさん（2000年、メディアボックス） - 貝塚組の親分役
- DRUG（2001年、青少年育成国民会議） - 沙耶香の父
- ナースのお仕事 ザ・ムービー（2002年、東宝） - 熊野刑事
- 精霊流し（2002年、日活＝東北新社） - 和田敬
- マナに抱かれて（2003年、東宝） - カイ
- MAZE マゼ（2005年、アルゴ・ピクチャーズ） - 主演・田村弦次郎
- KARAOKE-人生紙一重-（2005年、エクセレントフィルム/リベロ） - 村岡忠雄
- ゆれる（2006年、テレビマンユニオン他） - 弁護士
- 天国は待ってくれる（2007年、松竹・ギャガ・コミュニケーションズ） - 上野耕助
- 全然大丈夫（2008年、スタイルジャム） - 英太郎
- リトル・マエストラ（2013年、サーフ・エンターテイメント） - 荒沢源治

### 舞台
- ヴォルフガング・ボルヒェルトの作品からの九章 ―詩・評論・小説・戯曲より―（1967年、劇団青俳　構成・演出：蜷川幸雄）
- 真情あふるる軽薄さ（1969年、現代人劇場　作：清水邦夫　演出：蜷川幸雄）
- 想い出の日本一萬年（1970年、現代人劇場　作：清水邦夫　演出：蜷川幸雄）
- 東海道四谷怪談（1971年、現代人劇場　作：鶴屋南北　演出：蜷川幸雄）
- 鴉よ、おれたちは弾丸をこめる（1971年、現代人劇場　作：清水邦夫　演出：蜷川幸雄）
- ぼくらが非情の大河をくだる時 新宿薔薇戦争（1972年、櫻社　作：清水邦夫　演出：蜷川幸雄）
- 盲導犬（1973年、櫻社　作：唐十郎　演出：蜷川幸雄）
- 泣かないのか?泣かないのか一九七三年のために? にぶき光の残酷ショー（1973年、櫻社　作：清水邦夫　演出：蜷川幸雄）
- 恋のメモランダム（1985年、パルコ　作：ジャン＝クロード・カリエール　演出：中村哮夫）
- 薔薇十字團・渋谷組（1986年、パルコ　作・演出：清水邦夫）
- わが夢にみた青春の友（1994年、木冬社　作・演出：清水邦夫） - 川島健
- 火のようにさみしい姉がいて'96（1996年、木冬社　作・演出：清水邦夫） - 俳優業の男
- 風船おじさん（1997年、トム・プロジェクト　作・演出：山崎哲） - 鈴木嘉和
- 絶対零度（1999年、トム・プロジェクト　作・演出：鐘下辰男） - 宮田
- 新・地獄変（2000年、新国立劇場　脚本：鐘下辰男　演出：鵜山仁） - 浮世絵師・結城良秀
- 冬の運動会（2001年、松竹　脚本：中島丈博　演出：久世光彦） - 北沢遼介
- 憎いあんちくしょう（2002年、東宝　原案：鈴木聡　脚本・演出：久世光彦） - 花火師・夕顔の松吉

### OVA
- あじさいの唄（2006年） - 父上

### ラジオドラマ
- 「ハレー彗星ツアー」（1984年7月21日 NHK大阪=NHK-FM）
- FMシアター「赤いバス」（2002年4月20日、NHK-FM）

### ナレーション
- 世界めぐり愛（? - 1987年、TBS）
- 欲望の大河アマゾン（1990年ANBネイチャリングスペシャル)
- 日経スペシャル ガイアの夜明け（2002年 - 2014年、テレビ東京）
- 松本清張ドラマスペシャル 波の塔（2006年12月27日、TBS）
- 緑の海平線〜台湾少年工の物語〜（2007年11月29日、NHK BS1）
- 山間地・上合瀬に生きる 〜蕎麦の芽一家の絆〜（2008年、サガテレビ） ※第17回FNSドキュメンタリー大賞受賞
- 日本怪談百物語（2009年8月15日、NHK） - 語り手
- メイド刑事（2009年、テレビ朝日）
- 松本清張没後20年特別企画 ドラマスペシャル 波の塔（2012年6月23日、テレビ朝日） - 語り手
- 剣客商売 御老中暗殺（2012年、フジテレビ） - ナレーション

## レコード
- 涼子/ああ単身赴任 -昭和ひとり旅- A面 作詞作曲:小泉まさみ 編曲:高田弘 B面 作詞:鳥井実 作曲:松浦孝之 編曲:高田弘（1985年、クラウンレコード）

## CM
- 学生援護会（現・パーソルキャリア） 日刊アルバイトニュース（1982年） - 「人間だったら良かったんだけどね〜」のフレーズは当時、話題になった。
- やまや 辛子明太子（1985年）
- 朝日新聞（1991年）
- 日清食品 麺の達人コマーシャル（1995年）
- 日産・ブルーバード（U14前期型）（1996年）常盤貴子と共演
- 花王・サクセスヘアトニック（1997年）
- ミツカン・ミツカン酢
- 読売新聞（2004年）
- ミニストップ（2013年）

## 受賞歴
- ヨコハマ映画祭
  - 第1回助演男優賞 - 『十九歳の地図』『天使のはらわた 赤い教室』での演技に対して[18]
  - 第12回助演男優賞 - 『われに撃つ用意あり』『ぼくと、ぼくらの夏』での演技に対して
- 第21回日本映画批評家大賞
  - ゴールデングローリー賞